# Лапенков, Евгений Борисович
Евгений Борисович Лапенков (1 августа 1984, Москва, СССР) — российский хоккеист, нападающий. Хват клюшки — левый.

## Карьера
Воспитанник СДЮШОР ЦСКА имени Валерия Харламова. Первый профессиональный клуб — чеховский «Витязь».
В Континентальной хоккейной лиги отыграл 12 полноценных сезонов, в которых провёл 578 матчей, забросил 108 шайб и отдал 160 результативных передач (включая матчи Кубка Надежды и плей-офф КХЛ). Будучи хоккеистом «Спартака», выступал на Кубке Шпенглера в 2010 году.
Из череповецкой «Северстали» ушёл со скандалом после жесткой критики тренера Андрея Разина в свой адрес.

## Статистика выступлений
Последнее обновление: на момент окончания сезона 2019/2020
```
                                         --- Регулярный сезон---      ---- Плей-офф ----

Сезон       Команда                   Лига     И    Г   ГП    О   Штр    И   Г   ГП О Штр
---------------------------------------------------------------------------------------
2001-02   Витязь-2 (Чехов)             МЛ      30   9    8   17	 50     -   -   -  -  -
          Витязь (Чехов)               ВЛ      12   2    1    3   6     -   -   -  -  -
2002-03   Химик (Воскресенск)          ВЛ      39   0    1    1  47     -   -   -  -  -
2002-03   Металлург (Новокузнецк)      РСЛ     14   1    0    1   6     -   -   -  -  -
2004-05   Кристалл (Саратов)           ВЛ       5   0    1    1   2     -   -   -  -  -
          Кристалл (Электросталь)      ВЛ      13   2    3    5   4     -   -   -  -  -
2005-06   Химик (Воскресенск)          ВЛ      51  21   23   44 130     -   -   -  -  -
2006-07   Локомотив-2 (Ярославль)      МЛ       6   2    7    9   6     -   -   -  -  -
          Локомотив (Ярославль)        РСЛ     35   2    9   12  26     -   -   -  -  -
2007-08   Металлург (Новокузнецк)      РСЛ     52   7   19   26  34     -   -   -  -  -
2008-09   Нефтехимик (Нижнекамск)      КХЛ     54  18   13   31  45     4   0   0  0  0
2009-10   Нефтехимик (Нижнекамск)      КХЛ     43   7   22   29  34     -   -   -  -  -
          Спартак (Москва)             КХЛ     11   6    2    8   2    10   3   0  3  6
2010-11   Спартак (Москва)             КХЛ     39   6    6   12  22     -   -   -  -  -
          Нефтехимик (Нижнекамск)      КХЛ      6   0    4    4  12     7   1   1  2  4
2011-12   Нефтехимик (Нижнекамск)      КХЛ     17   2    5    7  18     -   -   -  -  -
          Ак Барс (Казань)             КХЛ      5   0    0    0   0     5   1   0  1  2
2012-13   Югра (Ханты-Мансийск)        КХЛ     20   0    9    9  13     -   -   -  -  -
          Автомобилист (Екатеринбург)  КХЛ     29   1   11   12  26     -   -   -  -  -
2013-14   Металлург (Новокузнецк)      КХЛ     50  12   15   27  53     -   -   -  -  -
2014-15   Автомобилист (Екатеринбург)  КХЛ     10   1    1    2   6     -   -   -  -  -
          ХК Сочи                      КХЛ     47  14   14   28  17     -   -   -  -  -
2015-16   Нефтехимик (Нижнекамск)      КХЛ     26   1    3    4  17     -   -   -  -  -
          Югра (Ханты-Мансийск)        КХЛ     30   6    9   15  51     -   -   -  -  -
2017-18   ХК Сочи                      КХЛ     55   9   18   27  44     -   -   -  -  -
2018-19   Трактор (Челябинск)          КХЛ     17   0    1    1   5     -   -   -  -  -
          Северсталь (Череповец)       КХЛ     21   3    2    5   4     -   -   -  -  -
2019-20   Северсталь (Череповец)       КХЛ      7   0    2    2  16     -   -   -  -  -
---------------------------------------------------------------------------------------

```

## Личная жизнь
Женат. Имеет четверых детей. Дочери Анна и Паулина, сыновья Даниил и Елисей.